# 29528 Kaplinski
29528 Kaplinski este un asteroid din centura principală de asteroizi.

## Descriere
29528 Kaplinski este un asteroid din centura principală de asteroizi. A fost descoperit pe 10 ianuarie 1998 la Observatorul din Ondřejov de Lenka Šarounová. Asteroidul prezintă o orbită caracterizată de o semiaxă mare de 2,68 ua, o excentricitate de 0,10 și o înclinație de 15,6° în raport cu ecliptica.